# モンテローソ

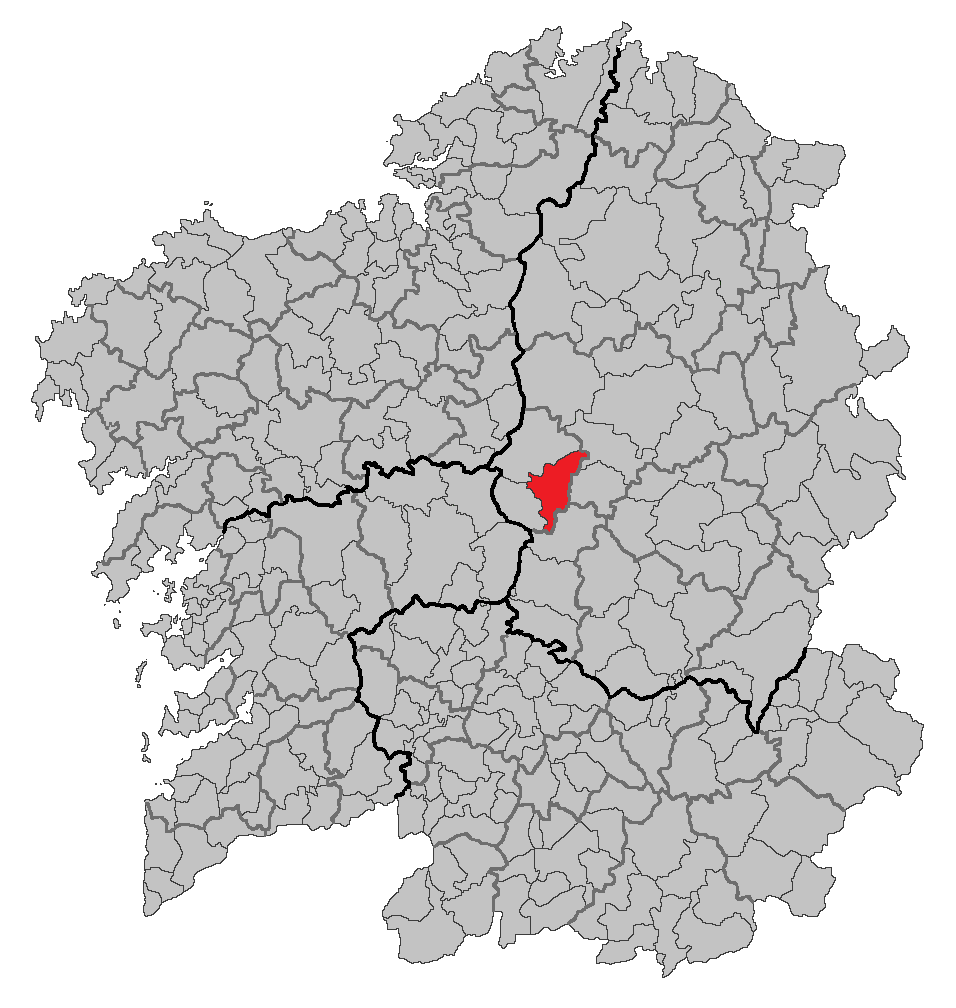

モンテローソ（Monterroso）は、スペイン、ガリシア州、ルーゴ県の自治体で、コマルカ・ダ・ウジョーアの中心自治体。ガリシア統計局によると、2011年の人口は4,032人（2009年：4,241人、2006年：4,140人、2005年：4,209人、2004年：4,237人、2003年：4,229人）である。住民呼称はmonterrosino/-a。
ガリシア語話者の自治体住民に占める割合は97.44％（2001年）。

## 地理
モンテローソは、ルーゴ県の西部に位置し、コマルカ・ダ・ウジョーアに属する。北はパラス・デ・レイと、東はグンティンとポルトマリンと、南はタボアーダと、西はアンタス・デ・ウジャの各自治体と隣接、中心地区はエスポリス教区のモンテローソ地区。
モンテローソはチャンターダ司法管轄区に属す。

### 人口
住民は28の教区の115の地区（集落）に居住する。
| モンテローソの人口推移 1900－2010                       |
|                                                         |
| 出典:INE（スペイン国立統計局）1900年 - 1991年、1996年 - |

## 政治
自治体首長は、ガリシア社会党（PSdeG-PSOE）のアントーニオ・エデルミーロ・ガト・ソエンガス（Antonio Edelmiro Gato Soengas）、自治体評議員はガリシア社会党：6、ガリシア国民党（PSdeG-PSOE）：4、ガリシア民族主義ブロック（BNG）：1となっている（2011年5月22日の自治体選挙結果、得票順）。
| 1999年6月13日自治体選挙 |        |        |          |
| 政党                    | 得票数 | 得票率 | 獲得議席 |
| PSdeG-PSOE              | 1,529  | 52.71% | 6        |
| PPdeG                   | 1,085  | 37.40% | 4        |
| BNG                     | 275    | 9.48%  | 1        |

| 2003年5月25日自治体選挙 |        |        |          |
| 政党                    | 得票数 | 得票率 | 獲得議席 |
| PSdeG-PSOE              | 1,740  | 55.19% | 6        |
| PPdeG                   | 1,137  | 36.06% | 4        |
| BNG                     | 269    | 8.53%  | 1        |

| 2007年5月27日自治体選挙 |        |        |          |
| 政党                    | 得票数 | 得票率 | 獲得議席 |
| PSdeG-PSOE              | 1,710  | 55.02% | 7        |
| PPdeG                   | 1,121  | 36.07% | 4        |
| BNG                     | 228    | 7.34%  | 0        |
| CIDEGA                  | 34     | 1.09%  | 0        |

| 2011年5月22日自治体選挙 |        |        |          |
| 政党                    | 得票数 | 得票率 | 獲得議席 |
| PSdeG-PSOE              | 1,516  | 52.53% | 6        |
| PPdeG                   | 1,060  | 36.73% | 4        |
| BNG                     | 280    | 9.70%  | 1        |

## 教区
モンテローソは28の教区に分けられる。太字は自治体中心地区のある教区。
- アラーダ（サンタ・マリーア）
- ビドウレード（サンティアーゴ）
- オ・ビスポ（サンタ・マリーア）
- クンブラーオス（サン・マルティーニョ）
- エスポリス（サン・ミゲル）
- フェンテ（サン・マルティーニョ）
- オス・フェレイロス（サン・シブラーオ）
- フラメアン（サン・ペドロ）
- フフィン（サン・マルティーニョ）
- ラバンデーロ（サンティアーゴ）
- レボレイ（サンタ・マリーア）
- リゴンデ（サンティアーゴ）
- ロドーソ（サン・ショアン）
- マルサン（サンタ・マリーア）
- ミジェイロス（サン・ペドロ）
- ノベルーア（サン・クリストーボ）
- ペドラサ（サンタ・マリーア）
- ペナス（サン・ミゲル）
- ポル（サン・シブラーオ）
- サルゲイロス（サンタ・マリーア）
- サン・ブレイショ（サン・サルバドール）
- サトレーシャス（サンタ・エウフェミア）
- シルガル（サント・アンドレ）
- スカストロ（サンタ・マリーニャ）
- タリーオ（サンタ・マリーア）
- バルボーア（サン・サルバドール）
- ビラノバ（サン・ペドロ）
- ビロイーデ（サン・クリストーボ）